# Mishary bin Rashid Alafasy
Mishary bin Rashid al-Afasy (arabe : مشاري بن راشد العفاسي (Mišāri bin Rāšid al-Afāsī)), né le 5 septembre 1976 à Koweït, est un imam, récitateur du Coran et de chants islamiques.

## Biographie
Il mémorise l'ensemble du Coran en deux ans (1992-1994) puis part étudier les dix lectures et l'exégèse du Coran à l'Université islamique de Médine (Arabie Saoudite). Il a étudié auprès de Ahmed abdAlAziz az-Zayat (arabe : أحمد عبد العزيز الزيات) et Ibrahim Ali as-Samanoudi (arabe : إبراهيم علي شحاته السمنودي).
Actuellement, il est imam à la Grande Mosquée de Koweït et khatib au Ministère des Awqaf et des Affaires Islamiques au Koweït. Il possède la chaîne de télévision Alafasy TV, diffusant des programmes sur l'islam. Il est célèbre dans le monde musulman pour ses récitations du Coran et ses chants islamiques. Ses plus gros succès restent ses chansons Tala' al Badru 'Alayna et Ramadan, chantée en arabe, anglais et français.

## Discographie

### Lectures coraniques
Les albums compilent des récitations réalisées durant les prières nocturnes du mois de Ramadan, dirigées principalement à la Grande Mosquée de Koweït, la Mosquée al-Rashid de Koweït ou la  Mosquée Cheikh Zayed d'Abu Dhabi (Émirats arabes unis). Exceptionnellement, en 2007, il dirige les  prières nocturnes au Centre islamique d'Irvine (États-Unis).

#### Albums
| Année de sortie | Album                                                      | Variante de lecture                                                                                                 |
| --------------- | ---------------------------------------------------------- | --- |
| 1438H           | *                                                          | * |
| 1437H           | *                                                          | * |
| 1436H           | Yusuf                                                      | Hafs d'après Aasim (arabe : حفص عن عاصم)                                                                            |
| 1435H           | al-Kahf                                                    | Qalun d'après Nafi' (arabe : قالون عن نافع)                                                                         |
| 1434H           | an-Naml & al-Qasas                                         | Hafs d'après Aasim                                                                                                  |
| 1434H           | Ya-Sin & as-Saaffat                                        | Hafs d'après Aasim                                                                                                  |
| 1434H           | al-Kahf & ad-Dukhan                                        | Hafs d'après Aasim                                                                                                  |
| 1434H           | Ta-Ha, ar-Rahman, al-Mulk & al-Jinn                        | Hafs d'après Aasim                                                                                                  |
| 1434H           | al-Hajj & az-Zukhruf                                       | Qunbul d'après ibn Kathir (arabe : قنبل عن ابن كثير) & ibn Dhakwan d'après ibn Amir (arabe : ابن ذكوان عن ابن عامر) |
| 1433H           | *                                                          | * |
| 1432H           | Qaf & Juz' adh-Dhariyat                                    | as-Susi d'après abu 'Amr (arabe : السوسي عن ابن عمرو)                                                               |
| 1431H           | Hud                                                        | Hafs d'après Aasim                                                                                                  |
| 1431H           | Yusuf & ar-Ra'd                                            | Hafs d'après Aasim                                                                                                  |
| 1431H           | Ibrahim & al-Isra                                          | Hafs d'après Aasim                                                                                                  |
| 1431H           | al-Kahf & Maryam                                           | Hafs d'après Aasim                                                                                                  |
| 1431H           | Ta-Ha & al-Anbiya                                          | Hafs d'après Aasim                                                                                                  |
| 1431H           | al-Hajj, al-Mu'minun, an-Nur & ash-Shuaara                 | Hafs d'après Aasim                                                                                                  |
| 1431H           | al-Fath, al-Hujurat, Qaf, al-Haqqah, al-Maarij & Nuh       | Hafs d'après Aasim                                                                                                  |
| 1430H           | Mus'haf Murattal                                           | Hafs d'après Aasim                                                                                                  |
| 1429H           | al-Kahf, as-Sajda, al-Jumua, al-Munafiqoon & al-Insan      | Hafs d'après Aasim                                                                                                  |
| 1429H           | al-Baqarah                                                 | Hafs d'après Aasim en Hadr                                                                                          |
| 1429H           | Hala Ramadan 1 (Nuits 21 & 23)                             | Hafs d'après Aasim                                                                                                  |
| 1429H           | Hala Ramadan 2 (Nuits 24 & 25)                             | Hafs d'après Aasim                                                                                                  |
| 1429H           | Hala Ramadan 3 (Nuits 27 & 29)                             | Hafs d'après Aasim                                                                                                  |
| 1428H           | ash-Shafiya                                                | 10 lectures du Coran                                                                                                |
| 1428H           | an-Nisa'                                                   | Hafs d'après Aasim                                                                                                  |
| 1428H           | Maryam, al-Anbiya & al-Hajj                                | Hafs d'après Aasim                                                                                                  |
| 1428H           | Ghafir & al-Jathiya                                        | Hafs d'après Aasim                                                                                                  |
| 1428H           | Ta-Ha, al-Hajj & Qaf                                       | Hafs d'après Aasim                                                                                                  |
| 1427H           | al-Baqarah                                                 | Hafs d'après Aasim                                                                                                  |
| 1427H           | al-Ahzab, Saba & Fatir                                     | Hafs d'après Aasim                                                                                                  |
| 1427H           | as-Sajdah, az-Zukhruf, ad-Dukhan & Qaf                     | Hafs d'après Aasim                                                                                                  |
| 1427H           | ar-Rahman, al-Waqi'ah & al-Hadid                           | Hafs d'après Aasim                                                                                                  |
| 1427H           | Ya-Sin, as-Saaffat & Sad                                   | Hafs d'après Aasim                                                                                                  |
| 1427H           | Juz' Amma & Tabarak                                        | Hafs d'après Aasim                                                                                                  |
| 1427H           | Ibrahim & al-Furqan                                        | ad-Duri d'après al-Kisa'i (arabe : الدوري عن الكسائي)                                                               |
| 1426H           | al-Isra & Ghafir                                           | Hafs d'après Aasim                                                                                                  |
| 1426H           | Yusuf & Maryam                                             | Hafs d'après Aasim                                                                                                  |
| 1426H           | Juz' Amma pour l'apprentissage                             | Hafs d'après Aasim                                                                                                  |
| 1426H           | al-Mu'minun & an-Naml                                      | Hafs d'après Aasim                                                                                                  |
| 1426H           | Maryam & Ta-Ha                                             | Khalaf d'après Hamzah (arabe : خلف عن حمزة)                                                                         |
| 1426H           | Ya-Sin & Al-Qassam                                         | Khalaf d'après Hamzah                                                                                               |
| 1425H           | at-Tawbah                                                  | Hafs d'après Aasim                                                                                                  |
| 1425H           | Yunus                                                      | Hafs d'après Aasim                                                                                                  |
| 1425H           | Hud                                                        | Hafs d'après Aasim                                                                                                  |
| 1425H           | Yusuf                                                      | Hafs d'après Aasim                                                                                                  |
| 1425H           | ar-Ra'd & Ibrahim                                          | Hafs d'après Aasim                                                                                                  |
| 1425H           | az-Zumar                                                   | Hafs d'après Aasim                                                                                                  |
| 1425H           | Ghafir                                                     | Hafs d'après Aasim                                                                                                  |
| 1425H           | adh-Dhariyat, at-Tur, an-Najm & al-Qamar                   | Hafs d'après Aasim                                                                                                  |
| 1425H           | ar-Rahman, al-Waqi'ah & al-Hadid                           | Hafs d'après Aasim                                                                                                  |
| 1425H           | al-A'raf, al-Haaqqah & al-Qiyama                           | Hafs d'après Aasim                                                                                                  |
| 1425H           | ar-Rahman                                                  | al-Bazzi d'après ibn Kathir (arabe : البزي عن ابن كثير)                                                             |
| 1425H           | al-Kahf, al-Haaqqah & al-Mulk                              | al-Bazzi d'après Ibn Kathir                                                                                         |
| 1424H           | Mus'haf Murattal                                           | Hafs d'après Aasim                                                                                                  |
| 1424H           | Ta-Ha & al-Hajj                                            | Hafs d'après Aasim                                                                                                  |
| 1424H           | Ya-Sin, Ar-Rahman & Al-Waqi'a                              | Hafs d'après Aasim                                                                                                  |
| 1424H           | Saba, Ghafir, An-Najm & Al-Qamar                           | Hafs d'après Aasim                                                                                                  |
| 1424H           | Yusuf                                                      | Warsh d'après Nafi' (arabe : ورش عن نافع)                                                                           |
| 1423H           | An-Nur & Al-Furqan                                         | Hafs d'après Aasim                                                                                                  |
| 1423H           | Ash-Shuaara, Ar-Rum, Al-Haaqqa & Al-Qiyama                 | Hafs d'après Aasim                                                                                                  |
| 1423H           | Maryam                                                     | Shu‘bah d'après Aasim (arabe : شعبة عن عاصم) & Hafs d'après Aasim                                                   |
| 1422H           | Al-Imran                                                   | Hafs d'après Aasim                                                                                                  |
| 1422H           | Ar-Ra'd, An-Najm, Al-Qamar, Al-Mujadila & Al-Hashr         | Hafs d'après Aasim                                                                                                  |
| 1422H           | Al-'Ankabut, Al-Qasas & An-Naml                            | Hafs d'après Aasim                                                                                                  |
| 1421H           | Al-Jumua, Al-Munafiqoon, At-Taghabun, At-Talaq & At-Tahrim | Hafs d'après Aasim                                                                                                  |
| 1421H           | An-Nahl & Qaf                                              | Hafs d'après Aasim                                                                                                  |
| 1421H           | Al-Anfal, Muhammad, Al-Fath & Al-Hujuraat                  | Hafs d'après Aasim                                                                                                  |
| 1421H           | Al-Isra, Al-Kahf & Maryam                                  | Hafs d'après Aasim                                                                                                  |
| 1421H           | Al-Anbiya & Al-Hajj                                        | Hafs d'après Aasim                                                                                                  |
| 1421H           | Al-Furqan & Ash-Shuaara                                    | Hafs d'après Aasim                                                                                                  |
| 1421H           | Al-Mu'minun, An-Nahl, Al-Isra, Al-Qasas & Qaf              | Hafs d'après Aasim                                                                                                  |
| 1421H           | Fussilat, Adh-Dhariyat, At-Tur, An-Najm & Al-Qamar         | Hafs d'après Aasim                                                                                                  |
| 1420H           | Al-Baqara                                                  | Hafs d'après Aasim                                                                                                  |
| 1420H           | Al-An'am                                                   | Hafs d'après Aasim                                                                                                  |
| 1420H           | At-Tawba & As-Sajda                                        | Hafs d'après Aasim                                                                                                  |
| 1420H           | Al-Kahf & Saba                                             | Hafs d'après Aasim                                                                                                  |
| 1419H           | Az-Zumar, Ghafir & Fussilat                                | Hafs d'après Aasim                                                                                                  |
| 1419H           | Juz' Amma                                                  | Hafs d'après Aasim                                                                                                  |
| 1419H           | Juz' Tabarak                                               | Hafs d'après Aasim                                                                                                  |
| 1419H           | Ibrahim, Ta-Ha & Al-Qiyama                                 | Hafs d'après Aasim                                                                                                  |
| 1418H           | Yusuf                                                      | Hafs d'après Aasim                                                                                                  |
| 1418H           | Ar-Ra'd, Ibrahim, Al-Hijr & Sad                            | Hafs d'après Aasim                                                                                                  |
| 1418H           | Al-Baqara                                                  | Hafs d'après Aasim                                                                                                  |
| 1418H           | Hud                                                        | Hafs d'après Aasim                                                                                                  |
| 1417H           | Juz' Qad Samir                                             | Hafs d'après Aasim                                                                                                  |

### Chants islamiques

#### Albums
| Année de sortie | Album                                       | Chansons à succès |
| --------------- | ------------------------------------------- | --- |
| 2018            | Al-Murattel (arabe : المرتل)                | Farhat Insan (arabe : فرحة إنسان)                                                                                     |
| 2017            | Bel Masry (arabe : بالمصري)                 | Esm El Nabi (arabe : اسم النبي)                                                                                       |
| 2016            | Qalbi Mohammad (arabe : قلبي محمد)          | Lailet Bahar (arabe : ليلة بحر) & Eshteyaqy (arabe : اشتياقي)                                                         |
| 2015            | Qamari (arabe : قمري)                       | Khatry (arabe : خاطري)                                                                                                |
| 2013            | Ya Razzaq (arabe : يا رزاق)                 | Ya Razzaq (arabe : يا رزاق)                                                                                           |
| 2012            | Tarahamy Ya-Quloub (arabe : تراحمي يا قلوب) | Rahman (arabe : رحمن)                                                                                                 |
| 2011            | Daughters of The Wind (arabe : بنات الريح)  | Watan (arabe : وطن) & Ya Marhaba (arabe : يا مرحبا)                                                                   |
| 2010            | Anaqeed 2 (arabe : عناقيد 2)                | Ramadan (arabe : رمضان)                                                                                               |
| 2009            | Anaqeed 1 (arabe : عناقيد 1)                | Agheeb (arabe : أغيب) & Shokran Ya Masr (arabe : شكرًا يا مصر)                                                         |
| 2008            | Thekryat (arabe : ذكريات)                   | La Elah Ela Allah (arabe : لا إله إلا الله) & Ya Blady (arabe : يا بلادي)                                             |
| 2007            | Qalby As-Saghir (arabe : قلبي الصغير)       | Kitab Allah (arabe : كتاب الله)                                                                                       |
| 2006            | Hanini (arabe : حنيني)                      | Tala' al Badru 'Alayna (arabe : طلع البدر علينا), Ela Salaty (arabe : إلا صلاتي) & Daooni Onaji (arabe : دعوني أناجي) |
| 2005            | Laysa Al-Ghareeb (arabe : ليس الغريب)       | Elahy (arabe : إلهي)                                                                                                  |
| 2004            | Ouyoun Al-Afaeey (arabe : عيون الأفاعي)     | Wa ahsano Khalqillah (arabe : وأحسن خلق الله)                                                                         |

#### Singles
- 2016: Oh Algeria (arabe : يا الجزاير)
- 2016: Faqattek (arabe : فقدتك) feat. Fadel Chaker
- 2015: Nida' Al-Watan (arabe : نداء الوطن)
- 2015: Nasr Al-Yemen (arabe : نصر اليمن) feat. Hamed Zaid (arabe : حامد زيد)
- 2014: Wadeatok Al-Kuwait (arabe : وديعتك الكويت)
- 2013: Al Arem (arabe : العارم)
- 2013: Duaa Misr (arabe : دعاء مصر)